# 巨釜半造
巨釜・半造（おおがまはんぞう）は、宮城県気仙沼市の唐桑半島東側にある海岸で、海食崖や海食洞がある奇勝である。宮城県の指定名勝（1959年8月31日指定）。前田浜の湾口より北側が巨釜（北緯38度53分48.0秒 東経141度39分51.0秒 / 北緯38.896667度 東経141.664167度）、南側が半造（北緯38度53分34.5秒 東経141度40分01.5秒 / 北緯38.892917度 東経141.667083度）と呼ばれる。

## 巨釜

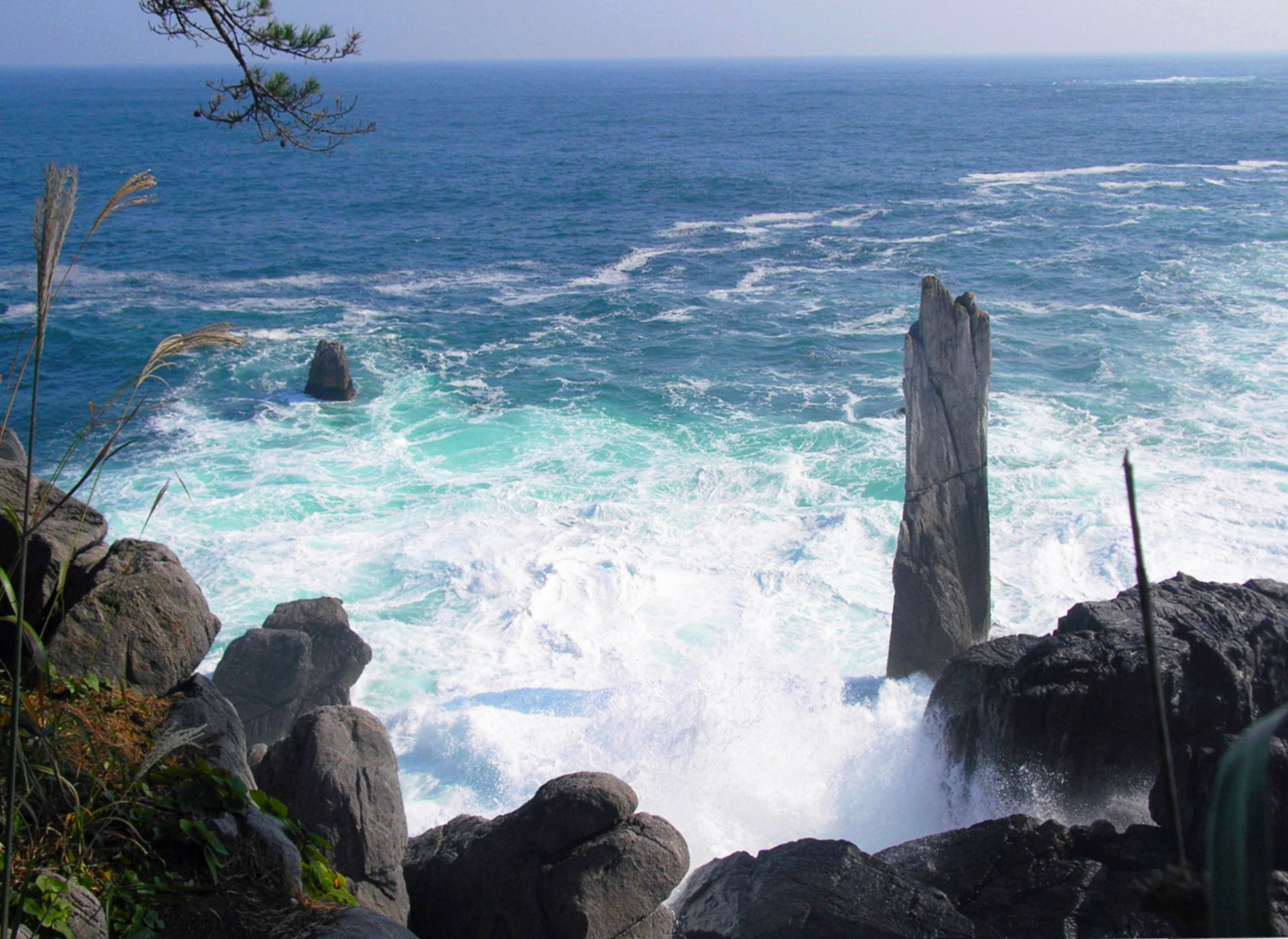
巨釜の景観。写真右側のそびえ立つ岩が折石。

海岸から沖合を見ると、あたかも湯が釜の中で煮立っているように見える、また沖にある八幡岩（はちまんいわ）が釜に蓋をしているように見える、という景観からこの地が巨釜と呼ばれるようになったと言われている。
この海岸で一際目立つ奇岩が折石（おれいし）である。折石は海面から空に向かってまっすぐに突き立つ奇岩で、その規模は高さ16メートル、幅3メートルを誇る。この石柱は1896年（明治29年）の明治三陸地震による津波を受けて、石柱の先端2メートルを失った。これにより折石と呼ばれるようになったと言われる。これ以前は、「天柱岩」あるいは「ろうそく岩」と呼ばれていた。

## 半造

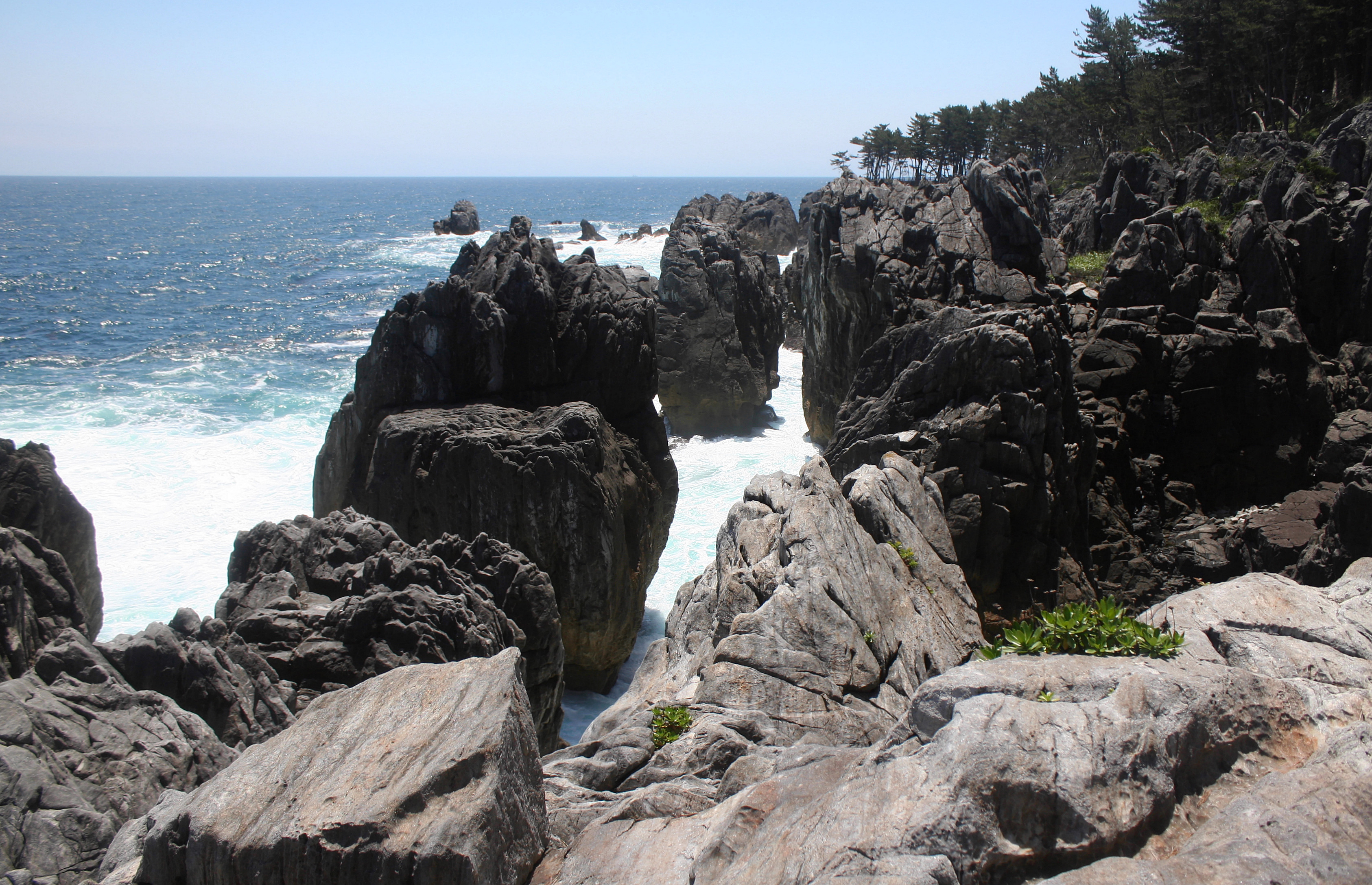
半造の景観。

この周囲の豊富な海産物により商売が繁昌したことから、繁昌と呼ばれたものが半造へ訛った。あるいは、釜または蓋が半分だけ完成したような形なので半造と呼ばれた、などの地名の由来についての諸説がある。
半造は多数の海食洞のある海岸である。トド岩、東風穴（こちあな）、トンネル岩、狙板岩（まないたいわ）などがある。

## 地質

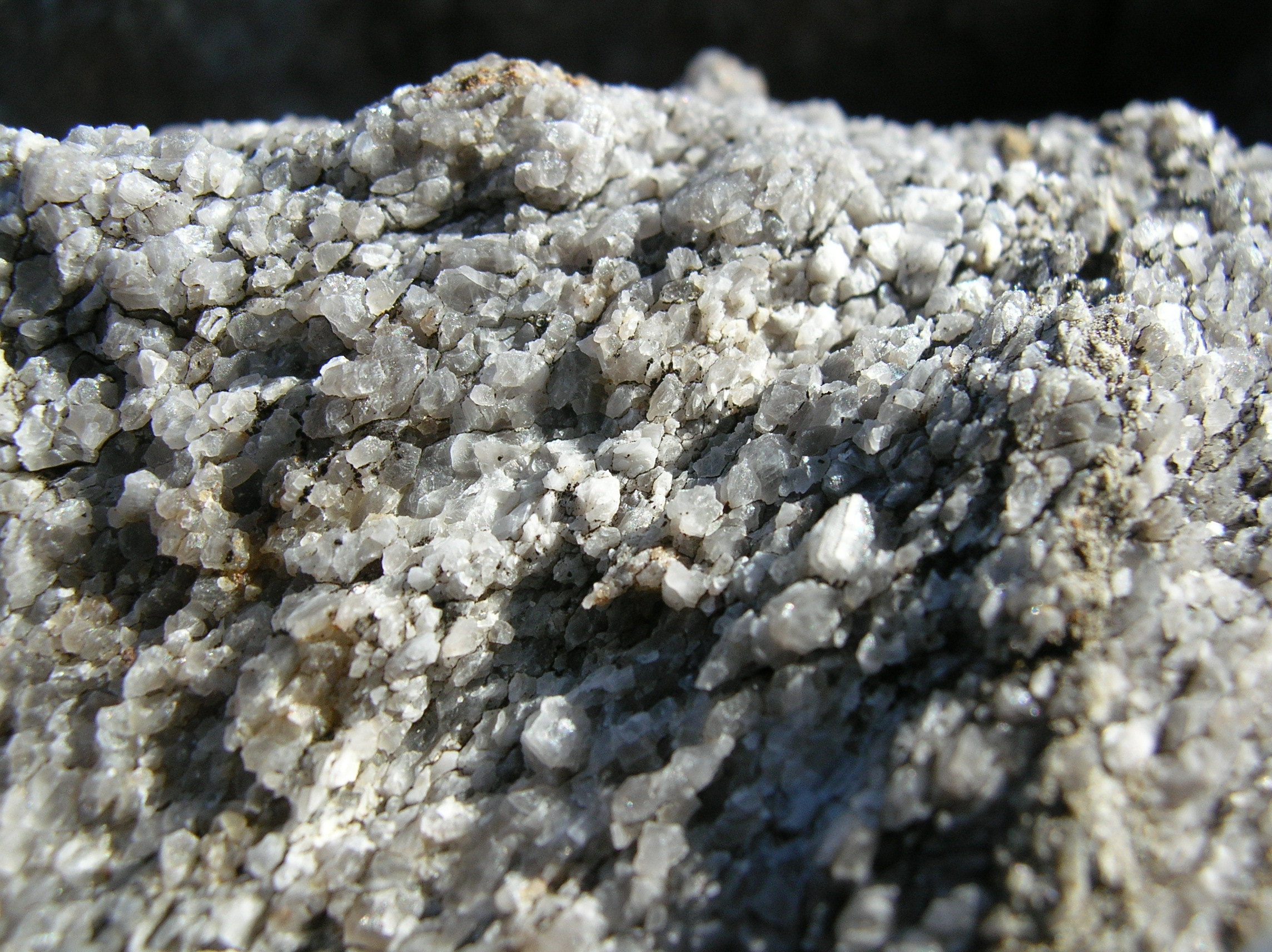
霰石（アラゴナイト）

この付近の岩石は約2億6000万年前（古生代前期ペルム紀）の石灰岩を起源とする。これが白亜紀花崗岩からの接触変成作用の影響によって結晶質石灰岩（大理石）となった。
もともとはウミユリなどが繁殖していた海域だが、結晶粒子が2ミリメートル前後まで成長したため、化石の形跡が全く残っていない。斜方晶系霰石（アラゴナイト）の他、場所や高さによって結晶構造が異なり、三方晶系苦灰石（ドロマイト）や菱苦土石（マグネサイト）の所もある。唐桑半島北端の大理石海岸北側の小門湾から南側の舘ヶ崎の大理石に含まれる化石の変化と結晶粒子の大きさの違いから、巨釜・半造の地質的変移をある程度理解する事ができる。折石と八幡岩に特徴的な平らな面は、石灰堆積層と圧力によって形造られた自然石と考えられる。

## ギャラリー

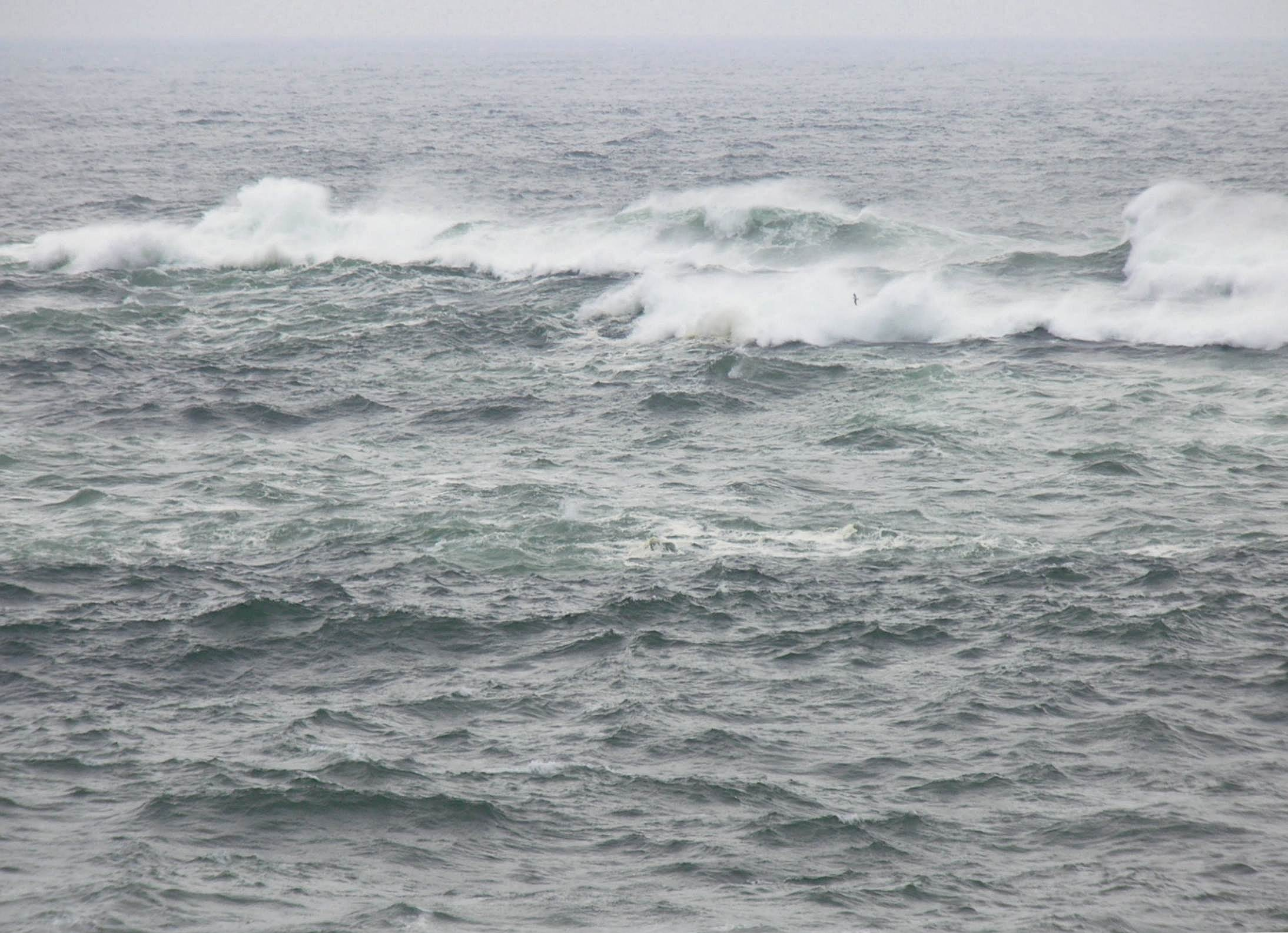
人参島 Ninjinjima1/半造から光学15倍
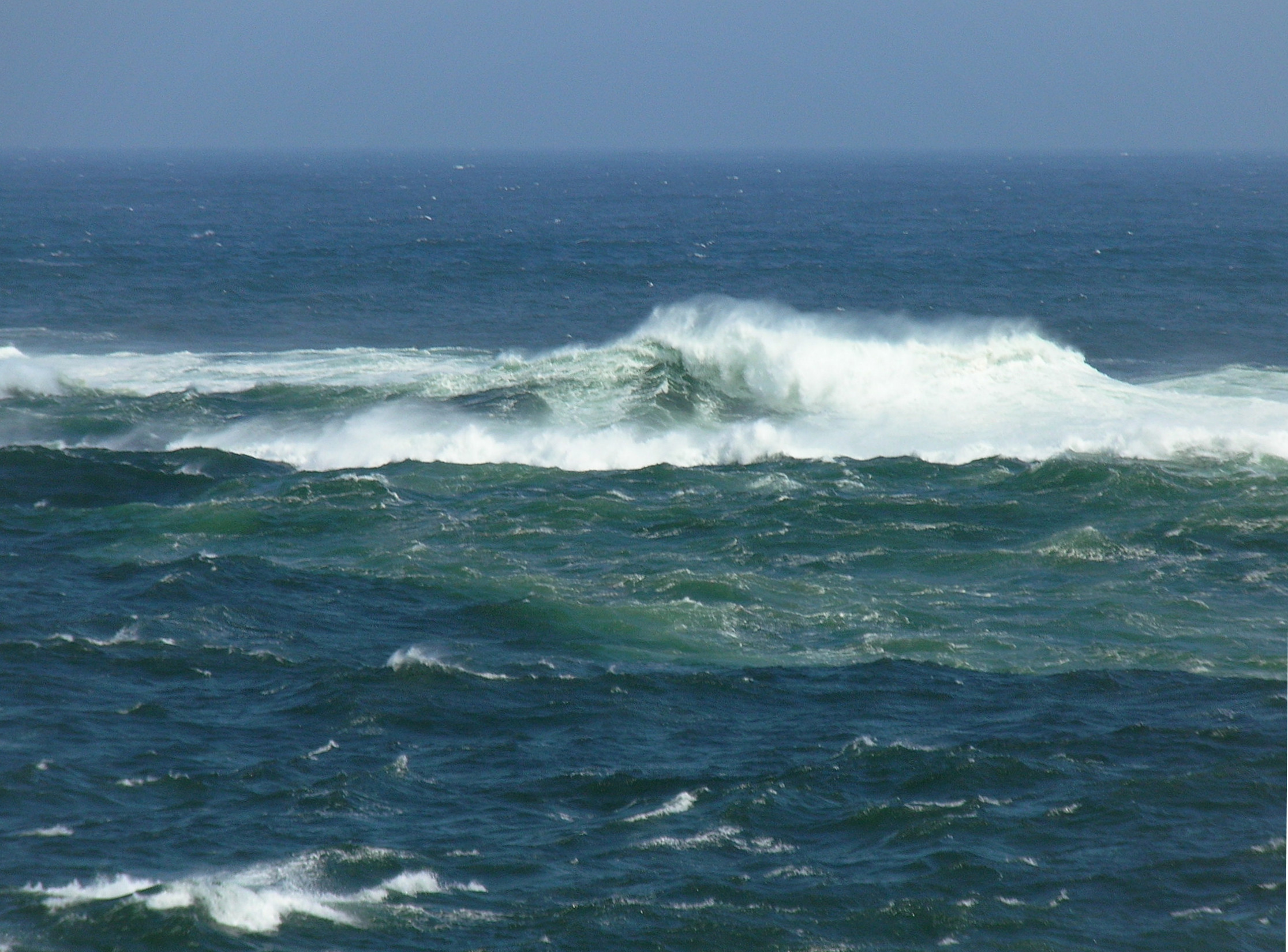
人参島　Ninjinjima2/巨釜から光学15倍
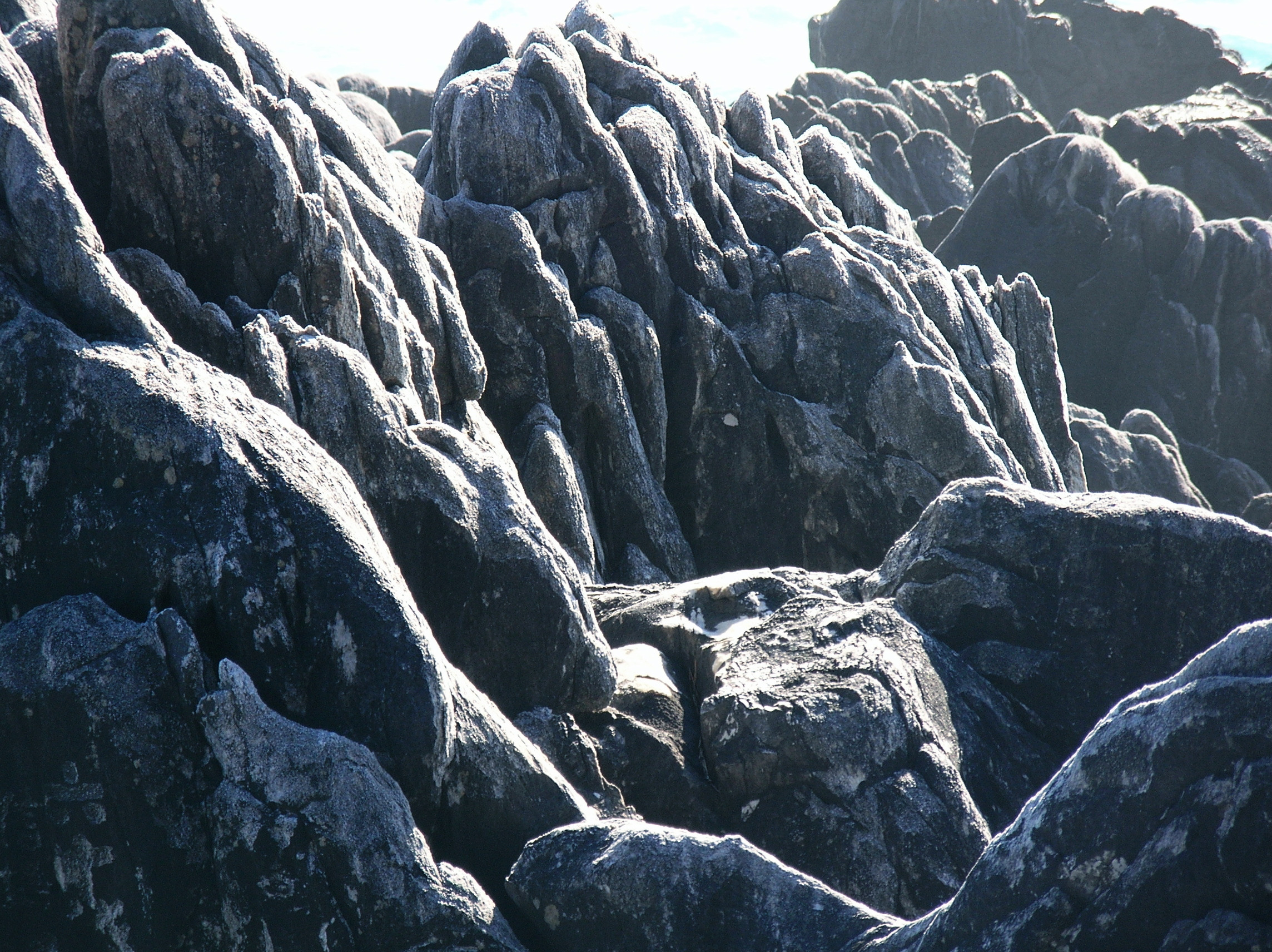
半造/マグネサイトMgCO3